# Slătinicu Mic, Mehedinți
Slătinicu Mic este o localitate componentă a orașului Strehaia din județul Mehedinți, Oltenia, România.